# Michail Iwanowitsch Karinski
Michail Iwanowitsch Karinski (russisch Михаил Иванович Каринский; * 4. Novemberjul. / 16. November 1840greg. in Moskau; † 20. Julijul. / 2. August 1917greg. ebenda) war ein russischer Logiker und Philosoph.

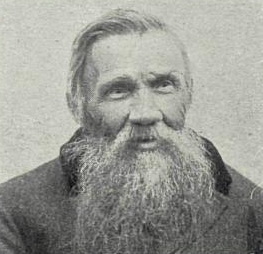
Michail Iwanowitsch Karinski

## Leben
Karinski studierte bis 1862 an der Moskauer Geistlichen Akademie. Bei seinem Aufenthalt in Deutschland (1871–72) besuchte er u. a. die Vorlesungen von Hermann Lotze und Eduard Zeller. Im Jahre 1880 verteidigte er an der Universität von Sankt Petersburg seine Promotionsarbeit Klassifikation der Schlüsse.
Er unterrichtete an der Petersburger Geistlichen Akademie am Lehrstuhl für Metaphysik als Professor Philosophie und Logik. Von 1869 bis 1884 hielt er Vorlesungen über Philosophie. Von 1884 bis 1885 hielt er Logik-Vorlesungen im Rahmen der Bestuschew-Kurse (Kurse für höhere Bildung der Frauen) in St. Petersburg. Nach seinen Lehrtätigkeiten war er vorwiegend in der Forschung tätig.
Karinski setzte sich mit den Erkenntnisthesen von Immanuel Kant kritisch auseinander und befasste sich auf dem Gebiet der induktiven Logik mit den Techniken von logischen Schlüssen, wobei er einen neuen  Syllogismus entdeckte: die vollständige Induktion mit einem zusammengesetzten, disjunktiven Prädikat. Er erklärte dabei die Regeln, nach denen das Schließen bei dieser Ableitung erfolgt. In den Jahren 1884–85 gab er sein Werk Logik heraus.